# Gargulló
El gargulló és un pastís tradicional occità d'hivern, típic de la cuina llemosina, que consta de làmines molt primes de pera lligades amb molt poca massa semblant a un flam o a una crema espessa. Tradicionalment se serveix al mateix motllo de cocció. Es menja tebi, acabat de fer o reescalfat, tot i que fred també és molt bo.